# Eríxias (diàleg)
Eríxias és un diàleg socràtic que s'atribueix a Plató, però que es considera fals. Té lloc a la Estoa de Zeus, i inclou Sòcrates, en conversa amb Crítias, Eríxias i Erasístrat (nebot de Fèax).
El diàleg es refereix al tema de la riquesa i la virtut. La posició d'Eríxias és que és bo ser materialment pròsper, però és derrotat quan Crítias afirma que tenir diners no sempre és una bona cosa. Sòcrates mostra que els diners només tenen un valor convencional. En una discussió dirigida a Crítias, Sòcrates arriba a la conclusió que els diners mai no poden ser considerats útils, fins i tot quan es fan servir per a comprar alguna cosa útil. La conclusió final de l'Eríxias és que la majoria dels rics són els més miserables perquè tenen totes les coses materials que volen.